# Jad Wio
Jad Wio est un groupe de rock français créé en 1982 par Denis Bortek. Influencé au départ par le garage rock et l'electro, il a progressivement évolué vers un glam rock parfois teinté de chanson française. Composé initialement de Denis Bortek au chant et de Christophe K-Bye à la guitare, ce duo s'entoure occasionnellement de musiciens additionnels.

## Biographie

### Origines et débuts (1982-1983)
À l'origine, Jad Wio est une pure création du chanteur, guitariste et programmateur d'instruments électroniques Denis Zorrilla, dit Denis Bortek, né le 11 octobre 1958 à Rabat au Maroc. Le nom du groupe est un diminutif de celui du personnage Jad Wiolensky, héros d'un roman inachevé de Denis Bortek,,. Interrogé sur l'origine de ce nom en 2007, Bortek indique que : « C'est un nom que j'ai inventé, pour qu'il ne ressemble à rien. À l'époque, tous les noms de groupes étaient très signifiants, et je voulais qu'il ne signifie rien. » C'est par l'intermédiaire des premières radios libres que Denis découvre les groupes les plus innovants de la scène new wave française comme Marquis de Sade et surtout KaS Product.
En 1982, le jeune musicien fait paraître une première cassette autoproduite de six titres intitulée L'Un seul sur le label New Rose. Après ce premier opus solo qui s'inspire du groupe new yorkais Suicide et de l'album Zombie Birdhouse d'Iggy Pop, Denis Bortek décide de collaborer en 1983 avec le guitariste et chanteur Jean-Christophe Duée dit Christophe K-Bye, né le 29 avril 1959 à Valenciennes. Au même moment, la discothèque de l'Opéra Night à Paris commence à proposer des soirées gothiques nommées La Sébale,, similaires à celles du célèbre club londonien The Batcave.

### Premiers disques et succès scénique (1984-1996)

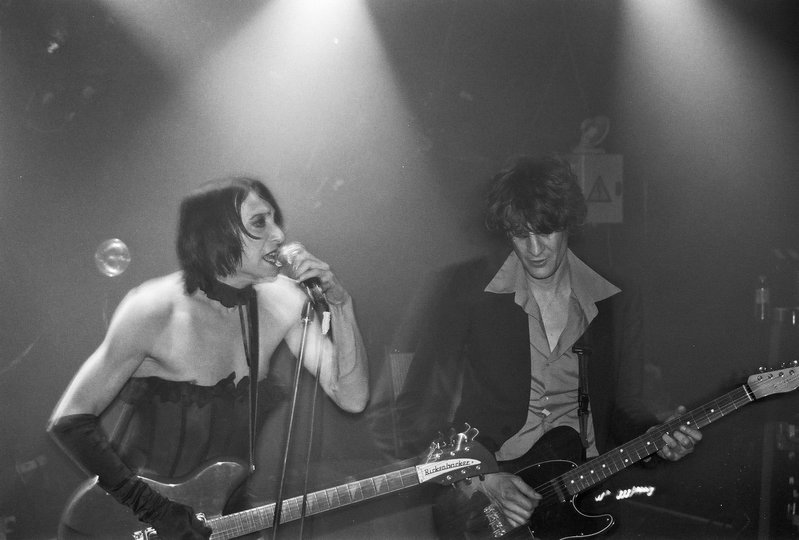
Jad Wio en concert à L'Ubu de Rennes en 2006.

Le premier répertoire du groupe se compose de chansons originales chantés le plus souvent en anglais, mêlées à des reprises comme You're Gonna Miss Me du groupe texan de rock psychédélique 13th Floor Elevators, ou le célèbre Paint It, Black des Rolling Stones. Le légendaire label L'Invitation au Suicide spécialisé dans le courant cold wave accepte de publier leurs premiers EP : The Ballad of Candy Valentine (1984) suivi de Colours in my dream (1985) et Aubade à Simbad (1986).
En 1986, le label Genevois Helvete Underground Records fait paraître un Live à la Dolce Vita, enregistré le 7 décembre 1985 lors d'un concert en Suisse. La même année Garage Records sort Cellar Dreams, une compilation regroupant les premiers morceaux du groupe. Ce disque est considéré comme son premier album studio.
Le second album studio Contact, dont la pochette et l'inspiration doivent beaucoup au peintre et photographe Pierre Molinier,, est publié en 1989. Bortek et K-Bye assurent chants, guitare et programmation des instruments électroniques. Les textes de Bortek, écrits cette fois majoritairement en français (L'Amour à la hâte, 3615 Mad Sex, Ophélie, B.B. Pin Up Boy), parlent essentiellement de sexe à travers de subtils jeux de mots dans un univers très gainsbourien. L'album, toujours distribué par le label indépendant du studio parisien Garage, permet au groupe d'en devenir très vite le « fer de lance » ; en particulier grâce au single Priscilla qui est diffusé sur les stations de radio généralistes et qui donne lieu à un clip réalisé par Tanguy Dairaine. Le succès du groupe lui permet bientôt de signer chez Squatt, une subdivision de Sony Music.
En 1992, sort l'album Fleur de métal, un album-concept narrant les aventures d'un « beatnik de l'espace » à la recherche de sa « moitié cosmique » dans l’infini galactique. L'album est produit par Bertrand Burgalat,. Écoulé à 30 000 exemplaires, le caractère précurseur de l'album le cantonne à un « succès d'estime » ; mais le clip de Bienvenue, le single de l'album, est diffusé très souvent sur la chaîne M6. Fleur de métal est suivi de l'album live Cosmic show en 1994, dans lequel interviennent des musiciens supplémentaires dont le guitariste Alice Botté.
L'album Monstre-toi, réalisé avec la collaboration du guitariste Olivier de la Celle dit « le Baron »,, est publié en 1995 et met un point final à la première période de Jad Wio qui est mis en sommeil l'année suivante. Puis, Denis Bortek décide de sortir l'album solo Bortek (1997) qui ne rencontre pas le succès escompté,.

### Une renaissance discrète (à partir de 2004)

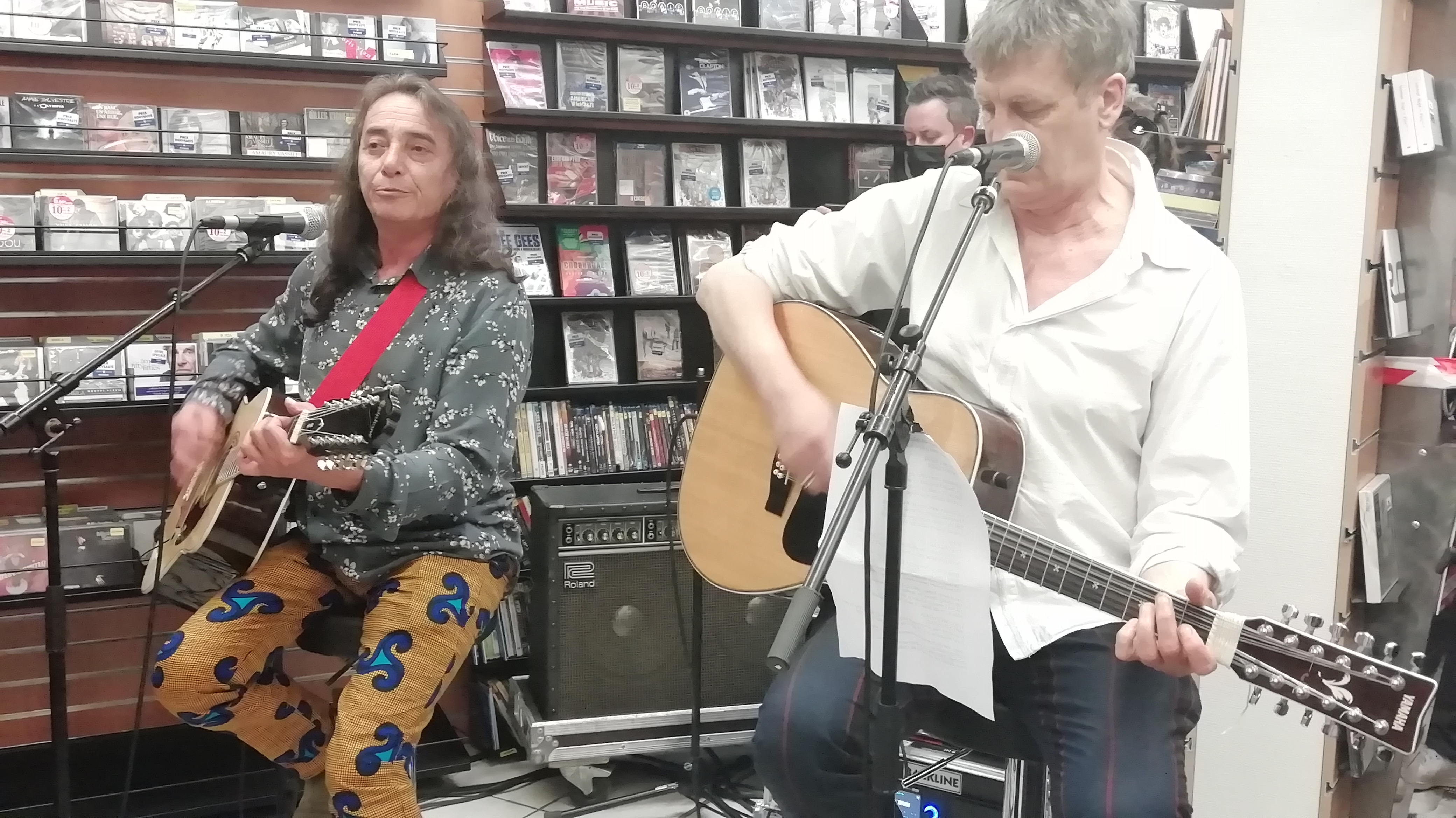
Jad Wio en concert à Gibert Joseph (Paris 6e), 34, boulevard Saint-Michel.

En 2005, le label Exclaim fait paraître Nu Cle Air Pop, premier album du groupe depuis dix ans. Bortek (chant) et K-Bye (guitare) sont accompagnés de Tristan Abgrall (guitare), Nicolas Combe (batterie) et Michel Sanchez (guitare basse). La chanteuse Mona Soyoc (ex-Kas Product) prête sa voix sur le titre Invisible but Real.
Un nouvel album-concept, intitulé Sex Magik sort en 2007. Il s'inspire de l'histoire de la poétesse Diana Orlow alias Lilith von Sirius (1971-1997), décédée à l'âge de 25 ans,.
En 2020, Denis Bortek met fin à treize ans de silence en publiant 1888, un album réalisé avec son nouveau groupe Mr. D & The Fangs, qui se réfère au célèbre roman L'Étrange Cas du docteur Jekyll et de M. Hyde de Robert Louis Stevenson. Pour en assurer la promotion, le duo originel donne une série de concerts généralement gratuits à partir de juin 2021. En 2022, un double EP intitulé Cadavre exquis est proposé à la vente sur le site officiel du groupe qui préfère désormais toucher un public plus restreint.

## Style artistique et postérité
La grande force de Jad Wio réside tout autant dans les textes écrits, souvent en français, par Denis Bortek, dans lesquels est distillée une perversion élégante (Ophélie qui évoque la zoophilie, L'amour à la hâte, L'abus de soi), dans l'inventivité débridée de K-Bye à la guitare, que dans la qualité des prestations scéniques du duo, à la fois sauvages et théâtrales,. Dans un entretien de 2007, Christophe K-Bye qualifie ainsi l'esthétique du groupe : « L'univers de Jad Wio est depuis toujours, depuis que j'ai rencontré mon ami Bortek qui l'a créé, un univers baroque, excentrique, extravagant, et l'air de rien, très subversif… ».
Le groupe a flirté au travers de ses albums avec divers genres musicaux (rock, chanson française, electro, batcave) et thématiques (sado-masochisme pour Contact, l'univers de Blade Runner pour Fleur de métal, le cinéma fantastique sur Monstre-toi…), sans pour autant jamais perdre de sa cohérence.
L'imagerie glam rock, son esthétique décadente, la théâtralité et l'originalité du groupe l'ont parfois apparenté au groupe britannique Bauhaus et ont laissé une forte empreinte sur la scène indépendante française. Jad Wio a aussi marqué la French touch et influencé des groupes comme le duo Air. Le groupe Yelle a d'ailleurs repris en 2010 le classique de Jad Wio Ophélie, dans le cadre de l'album Couleurs sur Paris de Nouvelle Vague.

## Membres

### Membres fondateurs
- Denis Bortek - chant, guitares, claviers (depuis 1982)
- Christophe K-Bye - guitares, chœurs (depuis 1983)

### Anciens membres
- Ali Roz - orgue, guimbarde, guitare (1989-1995)
- Bertrand Burgalat - piano, synthétiseur, mélodica,  basse, chœurs, programmation, séquenceur (1992)
- Alice Botté - guitare soliste (1992-1995)
- Serge Cortin - basse (1994-1995)
- Arnaud Dieterlen - batterie, percussions, chœurs (1994-1995)
- Christian Montemagni - guitare (1995)
- Le Baron - guitare, basse, claviers, harmonica, accordéon, saxophones, trompette, trombone, percussions (sur Monstre-toi et l'album solo de Bortek) (1995-1997)
- Nicolas Combe alias Louko - batterie (2005)
- Michel Sanchez - basse (2005)
- Tristan Abgrall - guitare, basse, claviers (sur Nu Cle Air Pop et coréalisateur de Sex Magik) (2005-2007)
- Walter Weir - guitare
- Michal - basse
- Fred Ballaïche - basse
- David Trouffier - basse
- Frédéric Gaillardé - claviers
- Major Tom - claviers, machines
- Véga - batterie
- Paul Wallfisch - piano, boîte à rythmes, et ReVox

### Musiciens additionnels
- Lászlo Kováks - saxophone alto (1986)
- Martial Marzoukou Macauley - batterie (1989)
- Michael Rushton - batterie (1989)
- Frédéric Léonard - piano (1989)
- Jean-Marc Bouchez - saxophone alto (1989)
- Charly Doll - batterie (1989-1991)
- Gangster - basse (1992)
- Valence Borgia - flûte (1992)
- Jerry Haas - trombone, saxophone, violon (1992)
- Bradney Scott - contrebasse (1995)
- David Lewis - trompette, bugle (1995)
- Jonathan Handelsman - saxophone alto, flûte (1995 et 2022)
- Paul Jothy - batterie (1995)
- Edmundo Carneiro - percussions (1995)
- Thomas Bloch - claviers, ondes Martenot, cristal Baschet, glassharmonica (1995)
- Jean de Aguiar - guitare, basse, orgue, programmation (1995)
- Ptit Tchong - guitare (1995)
- Florent Kirchmeyer - guitare (1995)
- Nicolas Mingot - guitares (1995)
- Monica Lypso - voix (1995)
- Abel Sarraute - voix (1995)
- Zahra Paul - voix (1995)

## Discographie

### Albums studio
- 1986 : Cellar Dreams
- 1989 : Contact
- 1992 : Fleur de métal
- 1995 : Monstre-toi
- 2005 : Nu Cle Air Pop
- 2007 : Sex Magik - Histoire de Lilith Von Sirius
- 2020 : 1888 (sous le nom de Mr. D & The Fangs)
- 2023 : Cadavre Exquis

### Albums en public
- 1986 : Live à la Dolce Vita
- 1994 : Cosmic Show (existe en version simple ou double album avec bonus)

### Singles et EP
- 1984 : The Ballad of Candy Valentine
- 1985 : Colours in my Dream
- 1986 : Aubade à Simbad
- 1989 : L'amour à la hâte
- 1989 : Priscilla
- 1992 : SOS Mesdemoiselles
- 1992 : Bienvenue
- 1993 : Tsé-Tsé
- 1995 : Victor
- 2005 : La nuit venue
- 2020 : Magdalena Glänzend Und Dunkel

### Compilations
- 1986 : 1966 Garage 1970, compilation de Garage Records (reprise de You're Gonna Miss Me des 13th Floor Elevators)
- 1988 : Let's Have Some Fun And Dance (reprise de Paint It, Black des Rolling Stones)
- 1992 : CD Compilation #18, compilation de MCA Records Canada (S.O.S. Mesdemoiselles)
- 1993 : The French Beat (Rock Pop Bratislava 93), compilation gratuite réalisée par Radio France internationale (Fleur de métal)
- 1995 : Entre sourire et larmes, 13 artistes interprètent des textes écrits par des personnes atteintes par le VIH (Vivant)
- 1995 : Undercover Vol.III, compilation sortie en Allemagne (reprise de Paint It, Black des Rolling Stones)
- 2000 : 40 ans de rock français (1960-2000 L'Anthologie Définitive), 4 CD récapitulant 40 ans de rock français (Bienvenue)
- 2001 : Ultime 80 - Spécial Rock Français (Priscilla)
- 2004 : Obscur, compilation 2 CD (Taïba)
- 2005 : Garage_Sessions #1 (réédition des albums Cellar Dreams et Contact sur 2 CD)
- 2005 : Garage_Sessions #6, compilation Garage 66-70 (reprise de You're Gonna Miss Me des 13th Floor Elevators)
- 2006 : Strobelights Vol. 3 (Cellar Dance)
- 2007 : Elegy Sampler 47 (Je t'appartiens)